# Vardim (distrikt)
Vardim (bulgariska: Вардим) är ett distrikt i Bulgarien.   Det ligger i kommunen Obsjtina Svisjtov och regionen Veliko Tărnovo, i den centrala delen av landet, 200 km nordost om huvudstaden Sofia.